# جورجو استلر
جورجو استلر (ایتالیایی: Giorgio Strehler؛ ‏تلفظ ایتالیایی: [ˈdʒordʒo ˈstrɛ:ler]؛ ‏ آلمانی: [ˈʃtʁe:lɐ]؛ ‏ ۱۴ اوت ۱۹۲۱ – ۲۵ دسامبر ۱۹۹۷) کارگردان نمایش و اپرا، سیاستمدار، بازیگر و کارگردان فیلم اهل ایتالیا بود.
وی همچنین برندهٔ جوایزی همچون شوالیه لژیون دونور شده‌ و در سال ۱۹۸۲ رئیس هیئت داوران جشنواره کن بود.